# Dionyssos (Grecia)
Dionyssos  este un oraș în Grecia în prefectura Attica.